# Ticul
Ticul ist eine Stadt mit ca. 35.000 Einwohnern auf der Halbinsel Yucatán; sie ist der Hauptort eines insgesamt knapp 40.000 Einwohner zählenden Verwaltungsbezirks (municipio) im mexikanischen Bundesstaat Yucatán. Zur Gemeinde gehört auch der etwa 2.000 Einwohner zählende Ort Yotholín.

## Lage und Klima
Die Stadt Ticul liegt ca. 74 km (Fahrtstrecke) südlich der Millionenstadt Mérida in einer Höhe von ca. 20 m an der nördlichen Grenze der Puuc-Region die, nach der Stadt auch Sierrita de Ticul genannt wird. Die viel besuchten Maya-Stätten Uxmal, Kabah, Sayil und Labná befinden sich im Umkreis von maximal 35 km. Das Klima ist warm bis heiß; Regen (ca. 900–1200 mm/Jahr) fällt überwiegend im Sommerhalbjahr.

## Bevölkerung
| Jahr      | 2000   | 2010   | 2020   |
| Einwohner | 28.502 | 32.796 | 35.183 |

Im 20. Jahrhundert stieg die Einwohnerzahl der Gemeinde von etwa 5.500 auf ca. 28.500 an; die weitaus meisten Einwohner sind indigener Abstammung oder Mestizen.

## Geschichte
Ticul war schon vor der Ankunft der Spanier besiedelt und gehörte zum Einflussbereich der Tutul-Xiu-Dynastie, deren Hauptstädte Uxmal, dann Maní waren. Ticul erhielt erst im Jahr 1847 die Stadtrechte (villa). Während der nur drei Jahre dauernden Herrschaft Kaiser Maximilians I. (1864–67) ließen sich hunderte von deutschstämmigen Familien in der Gegend nieder. Im Jahr 1867 erhielt Ticul den Titel Ciudad.

## Sehenswürdigkeiten
- Bedeutendstes Bauwerk von Ticul ist die im 16. Jahrhundert vom Franziskanerorden erbaute Iglesia de San Antonio de Padua, deren aus Werksteinen gefertigte Westfassade mit ihrem Renaissanceportal von zwei Glockengiebeln (espadañas) überhöht wird; die übrigen Wände sind zumeist aus Bruchsteinen gefertigt. Das einfach strukturierte, aber recht hohe tonnengewölbte Kirchenschiff verfügt über ein deutlich niedrigeres Querhaus; die Vierung wird von einer belichteten Kuppel überhöht. Die Kirche wurde während des Kastenkriegs (1847–1901) beschädigt.[3]
- Seitlich der Kirche steht die überlebensgroße Statue eines mit Schild und Lanze bewaffneten Maya-Kriegers.
- Das Rathaus (ayuntamiento) zeigt Erdgeschossarkaden und einen Mittelturm mit einem einfachen Glockengiebel.

Umgebung
- Ca. 12 km südöstlich der Stadt befindet sich der ca. 2.000 Einwohner zählende Ort Yotholín mit einer weiteren eindrucksvollen Renaissancekirche.[4]